# Едикула
Едикула (лат. aedicula) је у римској архитектури грађевина у виду минијатурног храма у коју је постављана статуа неког божанства. Овај назив се користи и за нише у гробним грађевинама које су служиле да се у њих одложе урне или поставе бисте покојника.